# Редаљка са Џином Вајлд
Редаљка са Џином Вајлд (  или  ) је немачки порнографски филм из 2000. године. Главна глумица је Џина Вајлд (енгл. Gina Wild), односно право име јој је Михаела Шафрат. Филм је издало новосадско предузеће Hexor 2008. године у тиражу од 3000 комада. Нема описа филма на омоту, а интерна ознака српског издавача је DR30 и COBISS.SR-ID 232376839. Диск садржи поклон-филм Tutti Frutti Gang Bang (или Tutti Frutti Party — Gang Bang, тај наслов није преведен на српски).

## Улоге
| Глумац       | Улога |
| ------------ | ----- |
| Gina Wild    |       |
| Angela Tiger |       |
| Charly Spark |       |
| Mika Shirley |       |
| David Perry  |       |